# Texcalpa
Texcalpa  är en ort i kommunen Ocoyoacac i delstaten Mexiko i Mexiko. Samhället hade 834 invånare vid folkräkningen år 2020.